# Régis Durand (football)
Pour les articles homonymes, voir Régis Durand et Durand.
Régis Durand est un footballeur français né le 17 août 1952 à Cournonsec et mort le 8 décembre 2021 à Marsillargues. Formé au SO Montpellier, il évolue au poste de défenseur central ou de latéral droit du début des années 1970 au milieu des années 1980.
Il joue ensuite au Stade de Reims avec qui il dispute une finale de la Coupe de France, au Stade lavallois puis finit sa carrière au Montpellier PSC avec qui il finit vice-champion de France de Division 2.
Après sa carrière professionnelle, il entre dans l'encadrement technique du Montpellier PSC et s'occupe des cadets et des féminines du club.

## Biographie
Régis Léon Henri Durand commence le football au SO Montpellier où il a comme instructeur Louis Favre puis au dépôt de bilan du SOM, il joue en Division 2 sous les couleurs de Montpellier Littoral avec comme entraineur Hervé Mirouze.
À la sortie du bataillon de Joinville, il signe en 1973 au Stade de Reims et dispute en fin d'année la demi-finale de Coupe de France contre l'AS Saint-Étienne, une défaite un but à zéro. Trois ans après en 1977, le Stade de Reims parvient en finale de la Coupe de France mais s'incline de nouveau contre l'AS Saint-Étienne sur le score de deux buts à un.
Il revient dans le Languedoc en 1979 et signe au Montpellier PSC de Louis Nicollin. Lors de la première saison au club, il parvient avec ses coéquipiers en demi-finale de la Coupe de France. Après avoir éliminé le RC Lens puis l'AS Saint-Étienne de Michel Platini, Montpellier PSC est opposé à un autre club de Division 1, l'AS Monaco. Après avoir perdu deux à un en principauté, Régis Durand remet les deux équipes à égalité au match retour. Les Montpelliérains s'inclinent finalement en prolongation quatre buts à deux contre les Monégasques futur vainqueur de l'épreuve.
L'année suivante, Montpellier PSC monte en première division en finissant premier du groupe A, Régis Durand joue dans l'axe avec Michel Mézy. Le club redescend l'année suivante.
Il arrête sa carrière en 1986 et entre dans l'encadrement montpelliérain. Il dirige principalement les cadets du club, notamment Vincent Candela et Jean-Christophe Rouvière, qui finissent champions de France en 1990. En 2003-2004, il entraîne l'équipe féminine du club qui remporte en fin de saison le championnat.
Régis Durand meurt le 8 décembre 2021 à Marsillargues dans l'Hérault.

## Palmarès
Régis Durand est, en tant que joueur, est finaliste de la Coupe de France en 1977 avec le Stade de Reims. Il remporte également avec ce club la Coupe des Alpes en 1977.
Avec le Montpellier PSC, il est vice-Champion de France de Division 2 en 1981.
Comme entraîneur, il remporte avec les féminines du Montpellier HSC le Championnat de France 2003-2004 ainsi que le championnat de France des cadets avec le Montpellier HSC.

## Statistiques
Le tableau ci-dessous résume les statistiques en match officiel de Régis Durand,.
| Saison                | Club                  | Championnat           | Championnat | Championnat | Coupe(s) nationale(s) | Coupe(s) nationale(s) | Total | Total |
| Saison                | Club                  | Division              | M.          | B.          | M.                    | B.                    | M.    | B.    |
| 1970-1971             | Montpellier Littoral  | D2                    | 6           | 0           | 1                     | 0                     | 7     | 0     |
| 1971-1972             | Montpellier Littoral  | D2                    | 26          | 2           | 1                     | 0                     | 27    | 2     |
| 1972-1973             | Montpellier Littoral  | D3                    | 28          | 2           | 1                     | 0                     | 29    | 2     |
| 1973-1974             | Stade de Reims        | D1                    | 22          | 1           | 7                     | 0                     | 29    | 1     |
| 1974-1975             | Stade de Reims        | D1                    | 23          | 0           | 3                     | 1                     | 26    | 1     |
| 1975-1976             | Stade de Reims        | D1                    | 26          | 1           | 5                     | 0                     | 31    | 1     |
| 1976-1977             | Stade de Reims        | D1                    | 35          | 3           | 10                    | 1                     | 45    | 4     |
| 1977-1978             | Stade de Reims        | D1                    | 31          | 1           | 5                     | 0                     | 36    | 1     |
| 1978-1979             | Stade de Reims        | D1                    | 16          | 1           | -                     | -                     | 16    | 1     |
| 1978-1979             | Stade lavallois       | D1                    | 8           | 0           | -                     | -                     | 8     | 0     |
| 1979-1980             | Montpellier PSC       | D2                    | 27          | 0           | 8                     | 1                     | 35    | 1     |
| 1980-1981             | Montpellier PSC       | D2                    | 33          | 2           | 9                     | 0                     | 42    | 2     |
| 1981-1982             | Montpellier PSC       | D1                    | 37          | 0           | 1                     | 0                     | 38    | 0     |
| 1982-1983             | Montpellier PSC       | D2                    | 29          | 0           | -                     | -                     | 29    | 0     |
| 1983-1984             | Montpellier PSC       | D2                    | 27          | 1           | -                     | -                     | 27    | 1     |
| 1984-1985             | Montpellier PSC       | D2                    | 3           | 0           | -                     | -                     | 3     | 0     |
| Total sur la carrière | Total sur la carrière | Total sur la carrière | 380         | 14          | 51                    | 3                     | 431   | 17    |